# Roma (Massenet)
Roma és una òpera en cinc actes amb música de Jules Massenet i llibret en francès de Henri Cain, basat en l'obra teatral Rome vaincue d'Alexandre Parodi. Es va estrenar a l'Òpera de Montecarlo el 17 de febrer de 1912.
Roma va ser l'última òpera de Massenet que es va estrenar en vida del compositor. Tres òperes es van estrenar pòstumament: Panurge (1913), Cléopâtre (1914) i Amadís (1922).

## Personatges
| Personatge                                        | Tessitura | Repartiment de l'estrena, 17 de febrer de 1912 (Director: Léon Jehin) |
| ------------------------------------------------- | --------- | --------------------------------------------------------------------- |
| Léntul                                            | tenor     | Lucien Muratore                                                       |
| Fabi Màxim                                        | baríton   | Jean-François Delmas                                                  |
| Fausta                                            | soprano   | Maria Kuznetsova                                                      |
| Luci Corneli                                      | baix      | Pierre Clauzure                                                       |
| Postúmia                                          | contralto | Lucy Arbell                                                           |
| Júnia                                             | soprano   | Julia Guiraudon                                                       |
| Vestapor                                          | baríton   | Jean Vaig notar                                                       |
| La Gran Vestal                                    | soprano   | Éliane Peltier                                                        |
| Gal·la                                            | soprano   | Doussot                                                               |
| Gai                                               | baríton   | Kozline/Skano                                                         |
| Un ancià                                          | baríton   | Gasparini                                                             |
| Cor: senadors, sacerdots, verges vestales, poble. |           |                                                                       |